# Mălăiești, Criuleni
Mălăiești este un sat din cadrul comunei Bălăbănești din raionul Criuleni, Republica Moldova.
La nord-vest de sat (ocolul silvic Vadul lui Vodă, Mălăiești, parcela 13, subparcela 6), sunt amplasate soluri fosile pe terasele nistrene, arie protejată din categoria monumentelor naturii de tip geologic sau paleontologic.